# 莱皮诺
莱皮诺（法語：Les Pineaux，法語發音：[le pino]）是法国卢瓦尔河地区大区旺代省的一个市镇，位于该省中部略偏南，属于永河畔拉罗什区。

## 地理
莱皮诺（46°35'43"N, 1°10'52"W）面积17.44 平方千米，位于法国卢瓦尔河地区大区旺代省，该省份为法国西部沿海省份，北起大西洋卢瓦尔省和曼恩-卢瓦尔省，西临大西洋，南至滨海夏朗德省，东部及东南部与德塞夫勒省接壤。
与莱皮诺接壤的市镇（或旧市镇、城区）包括：布尔讷佐、吉贝尔堡、莱河畔穆捷、圣佩克西娜、托里尼。

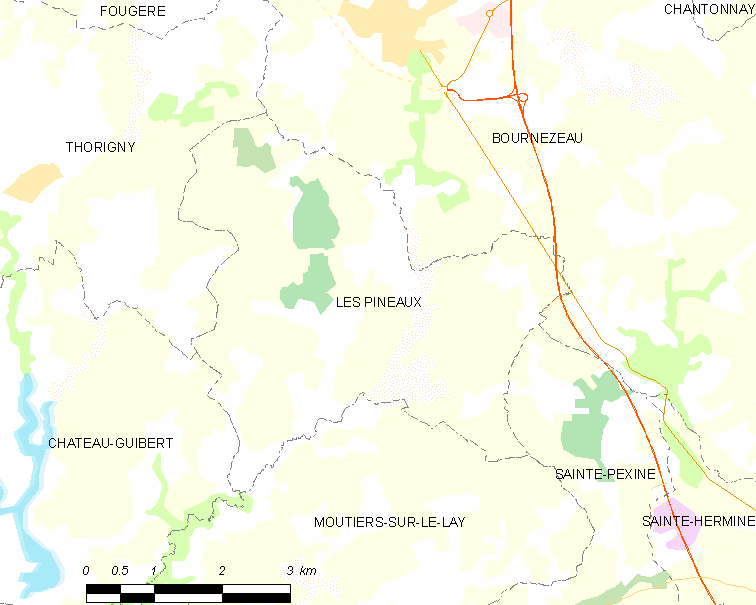
莱皮诺的OSM定位图

莱皮诺的时区为UTC+01:00、UTC+02:00（夏令时）。

## 行政
莱皮诺的邮政编码为85320，INSEE市镇编码为85175。

## 政治
莱皮诺所属的省级选区为莱河畔马勒伊-迪赛县。

## 人口

1962-2008年间莱皮诺人口变化图示

莱皮诺于2022年1月1日时的人口数量为678人。